# 克劳德·奥金莱克
陆军元帅克劳德·约翰·埃尔·奥金莱克（英語：Claude John Eyre Auchinleck，1884年6月21日—1981年3月23日）是第二次世界大战期间的英国陆军指挥官。 奥金莱克是一名职业军人，于1941年初成为印度陆军总司令，并在印度度过了他的大部分军事生涯。1941年7月，奥金莱克被任命为中东地区总司令， 但是在短暂的胜利之后，北非的战争局势逐渐对英国不利。他在1942年关键的阿拉曼战役中被免职。
1943年6月，奥金莱克再次被任命为印度总司令。在那里，他帮助了威廉·斯利姆的第十四集团军进行补给，维护和日常训练的工作，在日后第十四集团军对日作战的成功中发挥了重要作用。 奥金莱克继续担任印度总司令，直至1947年印巴分治为止，但直到1948年下半年，他都是印度和巴基斯坦所有英军部队的最高指挥官。

## 早年生涯
奥金莱克出生于奥尔德肖特（Aldershot）维多利亚路89号。他就读于克罗索恩（Crowthorne）的鹰屋学校（Eagle House School），然后在威灵顿公学就读并获得了奖学金。就读于桑赫斯特皇家军事学院后，奥金莱克于1903年1月21日被任命为印度陆军的独立少尉，并于1904年4月开始在第62旁遮普营服役。他很快便学会了几种印度语言，并且能够与士兵流利地交谈，在此期间他对当地的方言和习俗也逐渐了解。这种熟悉感给彼此带来了长期的相互尊重，这种尊重同样受到了奥金莱克的个人魅力影响。
奥金莱克于1905年4月21日晋升为中尉，在西藏和锡金度过了接下来的两年，然后于1907年移居瓦拉纳西，并在那里感染了白喉。在奥尔德肖特（Aldershot）的Royal Inniskilling Fusiliers短暂服役后，他于1909年返回贝纳雷斯（Benares），并成为第62旁遮普营的副官，并于1912年1月21日晋升为上尉。奥钦莱克也是活跃的共济会成员。
奥金莱克在第一次世界大战中服役，并与他所属的团一起保卫苏伊士运河：1915年2月，他参与了在伊斯梅利亚的对抗土耳其人的行动。他的团于1915年7月迁入亚丁，以抵抗土耳其在那里的威胁。1915年12月31日，印度第六步兵师(第62旁遮普营所在的师）于巴士拉登陆，为美索不达米亚战役做准备。 1916年7月，奥金莱克晋升为代理少校，并拥有其营的第二指挥权。奥金莱克也参与了1916年1月在汉纳战役中对土耳其人一系列毫无成效的袭击，他是他的团中在这次行动中幸存的为数不多的英国军官之一。
奥金莱克于1917年2月成为该营的代理指挥官，并在1917年2月的第二次库特战役和1917年3月的巴格达沦陷中担任指挥。他在派遣中被提及并因在美索不达米亚战役中的表现而于1917年获得杰出服务勋章。奥金莱克于1918年1月21日被晋升为少校，于1919年5月23日晋升为临时中校。并因其在库尔德斯坦中部和南部的杰出贡献，由美索不达米亚远征军总司令的推荐，于1919年11月15日晋升为名誉中校。

## 二战

### 挪威

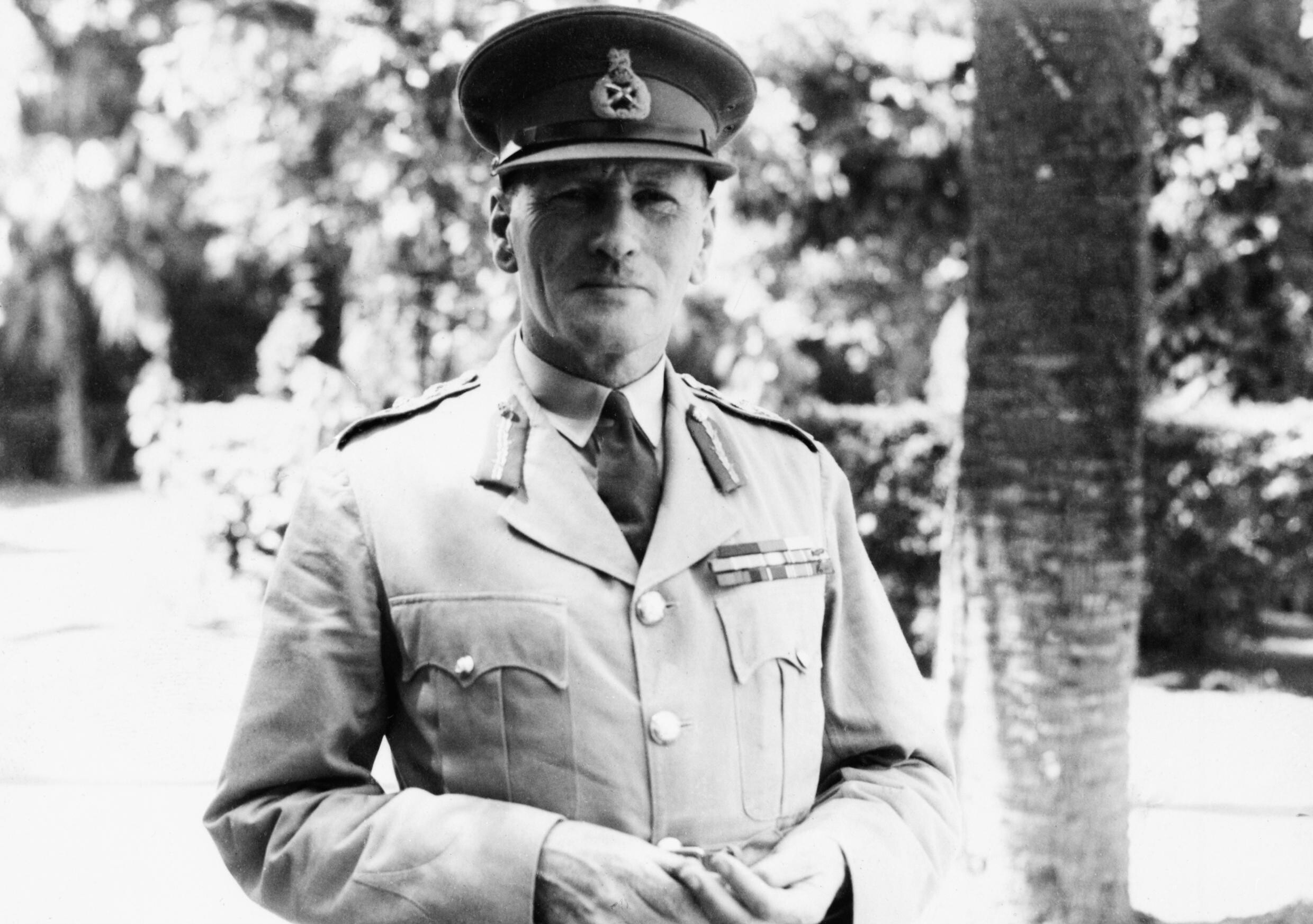
Auchinleck

第二次世界大战开始后他调回英国，1940年5月被派往挪威北部指挥英法联军对德军作战。12月任英南部军区司令，升中将。1941年1月任驻印英军总司令。

### 北非
1941年7月奥金莱克任中东英军总司令，指挥英军在北非向德意军队发起进攻，攻占利比亚昔兰尼加地区，取得北非战场的胜利。1942年8月他因抵制英国首相丘吉尔尽早重新进攻的指示，被免职。

### 印度
1943年奥金莱克复任驻印英军总司令。1946年晋升为英国陆军元帅军衔。1947年印度独立后退休。

## 战后生活
1981年3月23日在摩洛哥马拉喀什去世。

## 延伸阅读
- Agar-Hamilton, J.A.I. . Cape Town: Oxford University Press. 1952. ASIN B0015ZSSW6.
- Ammentorp, Steen. .   [28 September 2007]. （原始内容存档于2007-10-16）. |url-status=和|dead-url=只需其一 (帮助)
- Houterman, Hans; Koppes, Jeroen. .   [28 September 2007]. （原始内容存档于2020-01-24）.